# بوداینو
بوداینو (به مجاری:  Budajenő) یک شهرداری در مجارستان است که در  ناحیه بوداکسی واقع شده‌است. بوداینو ۱۲٫۴۲ کیلومتر مربع مساحت دارد.

## خواهرخوانده
شهر گایلدورف خواهرخواندهٔ بوداینو هست.